# Hildegard Zeissler
Hildegard Zeissler (* 6. März 1914 in Leipzig; † 28. März 2006 ebenda) war eine deutsche Malakologin.

## Leben
Zeissler war die Tochter eines Textilkaufmanns. Sie absolvierte zunächst eine kaufmännische Ausbildung und wurde schließlich Grundschullehrerin. 1946 wurde sie Angestellte in der Bibliothek des Naturkundemuseums Leipzig. Mit Unterstützung des Museumstechnikers Walter Neustadt begann sie Anfang der 1950er Jahre mit der Bearbeitung der Schnecken und Muscheln Nordwestsachsens. Den Schuldienst gab sie aus gesundheitlichen Gründen auf. Neben Leipzig arbeitete sie am Museum für Ur- und Frühgeschichte Thüringens in Weimar, am Museum für Tierkunde Dresden und am Institut für Quartärpaläontologie Weimar. Von 1956 bis 1959 studierte sie extern Biologie an der Universität Leipzig, wo sie 1970 mit einer Dissertation über Schnecken und Muscheln aus dem Pleistozän zum Doktor der Naturwissenschaften promoviert wurde.
Zeisslers Bibliographie umfasst 256 Arbeiten, die sie ab 1956 veröffentlichte. Darunter befinden sich zahlreiche Schriften zur Bestandssituation und Ökologie der Weichtiere in Nordwestsachsen und anderen Teilen Mitteldeutschlands. 1981 kam das Buch Schnecken und Muscheln in und um Weimar: eine Molluskenfauna des Gebietes Weimar und 1998 das Werk Die Schnecken und Muscheln in der Umgebung von Mühlhausen in Thüringen heraus.
Das Belegmaterial ihrer Forschungen übergab Zeissler den jeweiligen Regionalmuseen, darunter 81 an das Naturkundemuseum Leipzig. Zeissler wies durch ihre Forschungsarbeit 203 Schnecken- und Muschelarten in Sachsen nach. Ihre Sammlung im Naturkundemuseum Leipzig umfasst 5200 einzelne Proben von etwa 400 Arten. 
Im August 2003 wurde Zeissler das Bundesverdienstkreuz erster Klasse des Verdienstordens der Bundesrepublik Deutschland verliehen. Sie war Mitglied mehrerer malakologischer Gesellschaften, darunter der Malacological Society of London, der Deutschen Malakozoologischen Gesellschaft sowie korrespondierendes Mitglied der Sociedad Malacologica del Uruguay.